# Real Life (Band)
Real Life ist eine australische New-Wave- und Synthie-Pop-Band. Mit Hits wie Send Me an Angel und Catch Me I’m Falling von ihrem Debütalbum Heartland wurde die Gruppe ab 1984 auch im deutschsprachigen Raum bekannt.

## Geschichte
Real Life wurde 1981 in Melbourne gegründet und ging aus der Band The Wires hervor, in der David Sterry, Richard Zatorski und Alan Johnson gemeinsam als Trio auftraten. Nachdem sich Real Life in den ersten beiden Jahren durch eine Vielzahl von Liveauftritten lokal einen Namen gemacht hatte, kam 1982 der Schlagzeuger Danny Simcic hinzu. Die Band unterschrieb noch im selben Jahr ihren ersten Plattenvertrag.
Die erste Single Send Me an Angel wurde in Australien im Mai 1983 veröffentlicht und prompt zum größten Hit. Europa und die USA folgten etwa ein halbes Jahr später.
Zunächst war Real Life damit in der Heimat, dann auch im europäischen Ausland und sogar in den USA erfolgreich, wo die Single Anfang 1989 als Wiederveröffentlichung nochmals eine Top-40-Position erreichte. In Deutschland stand der Titel im Mai 1984 sogar auf Platz 1 der Charts.
Nach einigen Besetzungswechseln war Real Life lediglich noch ein Duo. Im Jahr 2005 verließ schließlich George Pappas die Band. Der Sänger David Sterry, das letzte verbleibende Bandmitglied, tritt heute noch als Real Life auf Festivals auf.
Im Jahr 2009 erschien ein Album mit Remixen und Coverversionen.

## Diskografie

### Alben
| Jahr | Titel                               | Höchstplatzierung, Gesamtwochen, AuszeichnungChartplatzierungen (Jahr, Titel, Platzierungen, Wochen, Auszeichnungen, Anmerkungen) | Höchstplatzierung, Gesamtwochen, AuszeichnungChartplatzierungen (Jahr, Titel, Platzierungen, Wochen, Auszeichnungen, Anmerkungen) | Höchstplatzierung, Gesamtwochen, AuszeichnungChartplatzierungen (Jahr, Titel, Platzierungen, Wochen, Auszeichnungen, Anmerkungen) | Höchstplatzierung, Gesamtwochen, AuszeichnungChartplatzierungen (Jahr, Titel, Platzierungen, Wochen, Auszeichnungen, Anmerkungen) | Höchstplatzierung, Gesamtwochen, AuszeichnungChartplatzierungen (Jahr, Titel, Platzierungen, Wochen, Auszeichnungen, Anmerkungen) | Anmerkungen                        |
| Jahr | Titel                               | DE | AT | CH | US | AU | Anmerkungen                        |
| ---- | ----------------------------------- | --- | --- | --- | --- | --- | ---------------------------------- |
| 1984 | Heartland                           | DE12 (16 Wo.)DE | — | CH10 (17 Wo.)CH | US58 (6 Wo.)US | — | Erstveröffentlichung: Juli 1983    |
| 1989 | Best of Real Life: Send Me an Angel | — | — | — | US191 (3 Wo.)US | — | Erstveröffentlichung: Februar 1989 |

Weitere Alben
- 1985: Flame
- 1986: Down Comes the Hammer
- 1990: Lifetime
- 1997: Happy
- 2004: Imperfection
- 2012: Send Me an Angel
- 2020: Sirens

### Kompilationen
- 1989: Let’s Fall in Love
- 1990: … So Far
- 2009: Send Me an Angel ’80s Synth Essentials

### Singles
| Jahr | Titel Album                    | Höchstplatzierung, Gesamtwochen/‑monate, AuszeichnungChartplatzierungen (Jahr, Titel, Album, Platzierungen, Wochen/Monate, Auszeichnungen, Anmerkungen) | Höchstplatzierung, Gesamtwochen/‑monate, AuszeichnungChartplatzierungen (Jahr, Titel, Album, Platzierungen, Wochen/Monate, Auszeichnungen, Anmerkungen) | Höchstplatzierung, Gesamtwochen/‑monate, AuszeichnungChartplatzierungen (Jahr, Titel, Album, Platzierungen, Wochen/Monate, Auszeichnungen, Anmerkungen) | Höchstplatzierung, Gesamtwochen/‑monate, AuszeichnungChartplatzierungen (Jahr, Titel, Album, Platzierungen, Wochen/Monate, Auszeichnungen, Anmerkungen) | Höchstplatzierung, Gesamtwochen/‑monate, AuszeichnungChartplatzierungen (Jahr, Titel, Album, Platzierungen, Wochen/Monate, Auszeichnungen, Anmerkungen) | Anmerkungen                          |
| Jahr | Titel Album                    | DE | AT | CH | US | AU | Anmerkungen                          |
| ---- | ------------------------------ | --- | --- | --- | --- | --- | ------------------------------------ |
| 1983 | Send Me an Angel Heartland     | DE1 Gold · (20 Wo.)DE | AT9 (3 Mt.)AT | CH2 (13 Wo.)CH | US29 Gold · (19 Wo.)US | AU6 (? Wo.)AU | Erstveröffentlichung: Mai 1983       |
| 1984 | Catch Me I’m Falling Heartland | DE9 (16 Wo.)DE | — | CH12 (9 Wo.)CH | US40 (11 Wo.)US | AU8 (? Wo.)AU | Erstveröffentlichung: August 1983    |
| 1984 | Always Heartland               | DE54 (6 Wo.)DE | — | — | — | — | Erstveröffentlichung: November 1983  |
| 1985 | Face to Face Flame             | DE52 (8 Wo.)DE | — | — | — | AU32 (? Wo.)AU | Erstveröffentlichung: September 1985 |
| 1989 | Send Me an Angel ’89 –         | — | — | — | US26 (16 Wo.)US | AU51 (? Wo.)AU | Erstveröffentlichung: Mai 1989       |
| 1990 | God Tonight Lifetime           | — | — | — | — | AU47 (? Wo.)AU | Erstveröffentlichung: August 1990    |

Weitere Singles
- 1983: Openhearted
- 1984: Master Mix (2 Extended Versionen und 3 Remixe)
- 1985: One Blind Love
- 1986: Babies
- 1988: Send Me an Angel (’88 Version)
- 1989: Let’s Fall in Love
- 1990: Kiss the Ground
- 1997: Deep Sleep
- 1997: Like a Ghost (EP)
- 2004: Send Me an Angel (Remixes)
- 2004: Oblivion
- 2005: Send Me an Angel (Starcity vs. Real Life)